# Keude Matang Kuli
Keude Matang Kuli is een bestuurslaag in het regentschap Aceh Utara van de provincie Atjeh, Indonesië. Keude Matang Kuli telt 366 inwoners (volkstelling 2010).